# Orange Range
Orange Range est un groupe musical japonais, composé originellement de six membres originaires de l'école secondaire de Koza, Okinawa. 
Dans un style plutôt rock/hip-hop, ils sont très populaires au Japon pour leurs nombreuses apparitions dans des spots de pub, ou à la télévision. Dans le reste du monde, ils sont surtout connus pour avoir signé le 3e générique de fin (ending) de l'anime Naruto, Viva★Rock mais aussi et surtout, pour avoir réalisé le premier générique d'ouverture (opening) de Bleach, Asterisk, ou encore l'opening de Code Geass R2, O2.

## Histoire
En 2002, sort Orange Ball, le premier mini-album du groupe et le seul album indépendant sorti chez Spice Music. Les chansons Kirikirimai et Velocity seront refaites pour leur carrière chez Sony Music sur l'album 1st Contact,, (vendu à 690 000 exemplaires) [réf. souhaitée]. Les deux albums suivant ont été un énorme succès au Japon, MusiQ s'est vendu à 2 630 800 exemplaires [réf. souhaitée] et contient entre autres les singles Michishirube ~a road home~ (utilisé comme générique de fin pour le J-Drama basé sur le manga Megumi no Daigo (Daigo, soldat du feu en français)) et  Ishin Denshin qui a été utilisé pour des publicités pour téléphones. Quant à Иatural, il s'est vendu à 919 650 exemplaires[réf. souhaitée] et contient le remix de Kirikirimai utilisé pour le film Les 4 Fantastiques.
En 2005, le groupe reçoit un Japan Gold Disc Awards.
En 2006 sort leur quatrième album, éponyme, qui contient entre autres Dance2 feat. Soy Sauce qui a été utilisé dans des pubs pour les biscuits Pocky de Glico et Hello surtout diffusés sur Disney Channel.
Panic Fancy est le 5e album du groupe, sorti en 2008. Il contient les chansons O2 et Shiawase Neiro, qui sont les génériques de début et de fin de Code Geass R2.
Ordl (acronyme pour Orange Range Download) est le 2e mini-album du groupe, sorti en septembre 2010, et le premier album du groupe publié chez Super Echo Label. Il contient les trois pistes se trouvant sur le CD du single Ya Ya Ya et quatre nouvelles chansons. Le titre Imasugu My way est utilisé comme générique de fin à une émission [Laquelle ?]. Il est seulement téléchargeable sur le iTunes store japonais et sur le site music.jp.
Le 20 juillet 2016, l'album Enban, un best-of collabatif, sort pour les 15 ans du groupe. Il atteint la douzième place du hit-parade japonais.
Il contient quinze chansons (quatorze anciennes et une nouvelle) qui ont été réenregistrées en collaboration avec des artistes musicaux japonais populaires,.
Eleven Piece est le 11e album du groupe. Il contient entre autres le single Sentimental qui est utilisé pour des publicités pour une boisson fruitée. L'album est aussi disponible dans une édition limitée avec un DVD du live tourné au Victor Rock Festival 2018.

## Membres du groupe

### Membres actuels
- Yamato Ganeko (chanteur/voix haute)
- Hiroki Hokama (chanteur/voix moyenne)
- Ryō Miyamori (chanteur/voix grave)
- Naoto Hiroyama (guitare)
- Yoh Miyamori (basse)

### Anciens membres
- Kazuhito Kitao (Katchan) (batterie) a quitté le groupe en 2005

## Discographie

### Albums Long
- 2003 : 1st Contact (Sony Music Japan)Date de sortie : 17 décembre 2003

1. Fever!
2. Shanghai Honey
3. Mission in Popippole
4. Young 8
5. Samurai Mania
6. Yuugu Red
7. Viva-Rock
8. Japanese Pepole
9. Party Night
10. O-MO-I
11. Twister
12. Velocity 3000
13. Kirikirimai ~Album ver.~
14. Rakuyo ~Long ver.~
15. Ambienta
16. Yamauchi Chuukouka

- 2004 : musiQ (SME/GR8! Records)Date de sortie : 1er décembre 2004

1. Ka-Ri-Su-Ma (composée par Naoto Hiroyama)
2. Chest
3. Locolotion (Basée sur Locomotion composé par Carole King et Gerry Goffin, musiques et paroles additionnelles de Orange Range)
4. Ishin Denshin
5. Zung Zung Funky Music
6. Padi Bon Mahe (Composé par Naoto Hiroyama)
7. City Boy
8. Xie Xie
9. Danshi-ing Session
10. Beat Ball
11. Michishirube ~a road home~
12. Hana
13. Full Throttle
14. Matsuri Danshaku
15. Papa
16. Hub-Star
17. Oh Yeah
18. SP Thanx
19. Zipangu 2 Zipangu (composée par Naoto Hiroyama)

- 2005 : Иatural (GR8! Records)Date de sortie : 12 octobre 2005

1. Yumekaze
2. Yumejin
3. Onegai! Señorita
4. Winter Winner
5. Crazy Band
6. Ame
7. God69
8. Hysteric Taxi
9. pe nyom pong
10. Sakazuki Jammer
11. *~Asterisk~
12. Sunrise
13. U topia
14. Between
15. re-cycle
16. Kizuna
17. Love Parade
18. Иatural Pop
19. Kirikirimai ~Fantastic Four Remix~

- 2006 : SqueezedDate de sortie : 12/4/2006

1. Ishin Denshin (Takkyu Ishino Remix)
2. Locolotion (Space Cowboy Remix)
3. Kirikirimai (cherry blossom front mix)
4. Padi Bon Mahe (Kan Takagi Remix)
5. Love Parade (Newdale Remix)
6. God69 (Ryukyudisko Remix)
7. Onegai! Señorita (Shin's Rockin' Techno)
8. *~Asterisk~ (Ken Ishii's Seventh City)
9. Hai! Moshi Moshi... Natsu desu! (Dogday Afternoon)
10. Иatural Pop (Takagi Masakatsu girls remix)
11. Shanghai Honey  (Kagami remix)
12. Chest (intro Sooki Remix)
13. Hana (Agreo's Twist da Wedding Mix)
14. Between (Petunia Rocks Remix)

- 2006 : Orange RangeDate de sortie : 6 décembre 2006

1. Miracle
2. Champione
3. Dance2 feat. Soy Sauce
4. Fat
5. Beautiful Day
6. Fuurinkazan
7. Everysing
8. Walk On
9. So Little Time feat. Petunia Rocks
10. Fire Bun feat. God Making
11. Un Rock star
12. Hello
13. Lights
14. Great Escape
15. Step by Step
16. Sayonara
17. Silent Night

Il y a une 18e piste cachée
- 2007 : Orange Range (Orange)Date de sortie : 25 juillet 2007

1. Onegai! Señorita
2. Locolotion (Basé sur Locomotion de Carole King et Gerry Goffin)
3. Dance2 feat. Soy Sauce
4. Kirikirimai
5. Zung Zung Funky Music
6. O-MO-I
7. God69
8. Un Rock Star
9. Michishirube ～a road home～
10. *～Asterisk～ [opening 1 Bleach]
11. Yumekaze
12. Иatural Pop
13. Champione
14. SP Thanx
15. Ikenai Taiyo ～Short Ver.～ [opening Hana Kimi]

- 2007 : Orange Range (Range)Date de sortie : 25 juillet 2007

1. Ishin Denshin
2. Shanghai Honey
3. Winter Winner
4. Love Parade
5. Walk On
6. Twister
7. Chest
8. Sayonara
9. Hana
10. Miracle
11. Danshi-ing session
12. Viva★Rock [ending 3 Naruto]
13. Kizuna
14. Rakuyo ~Long Ver.~
15. Ikenai Taiyo ～Short Ver.～ [opening Hana Kimi]

- 2008 : Panic FancyDate de sortie : 9 juillet 2008

CD
1. Beat it
2. Ikenai Taiyo
3. Sekai World Uchinaanchu Kiko ~Shimi Hen~
4. Kimi Station
5. Soy Sauce vs Petunia Rocks feat. Orange Range
6. Sunny Stripe
7. Genjitsu Touhi
8. Shiawase Neiro
9. 5
10. O2
11. Ika Summer
12. Taiyo to Himawari Mawarinannka Kinisezuni… Natsu
13. Fuyumi
14. Doremifa Ship
15. Happy Birthday Yeah! Yeah! Wow! Wow!

DVD
1. Ika Summer
2. Ikenai Taiyo
3. Kimi Station
4. O2
5. Shiawase Neiro
6. Code Geass R2 ad

- 2008 : Ura ShoppingDate de sortie : 3 décembre 2008

CD 1
1. Lights
2. Hai! MoshiMoshi... Natsu Desu
3. Hanasou
4. Okihabara Ina O-721
5. Ame
6. Nettai Night
7. Step by Step
8. Sunrise
9. My riffle feat. Petunia Rocks
10. U Topia
11. Yuugu Red
12. Yarisugi Manbo
13. Hello
14. Soy Sauce Theme
15. Papa
16. Silent Night

CD2
1. City Boy
2. Mission in Poppiple
3. Mission in Taisakusen
4. New Tokyo Machine
5. Padi Bon Mahe
6. Beat Ball
7. Yumejin
8. Pe Nyom Pong
9. Xie Xie
10. KA-RI-SU-MA
11. Spiral
12. Japanese Pepole
13. Lonely Fighter
14. Shuuji Kun
15. Sannai Kouen
16. Ho Ho Ho

DVD (dans l'édition limitée, avec plusieurs vidéoclips)
1. Kirikirimai
2. Shanghai Honey
3. Viva-Rock
4. Rakuyo
5. Michishirube ~a road home~
6. Zung Zung Funky Music
7. Locolotion
8. Chest
9. Hana
10. *~Asterisk~
11. Love Parade
12. Onegai! Senorita (version box)
13. Onegai! Senorita (version Densha Okoto)
14. Onegai! Senorita (version Monochrome Range)
15. Kizuna
16. Ishin Denshin (Takkyu Ishino Remix)
17. Champione
18. Walk on
19. Un Rock Star
20. Sayonara
21. Dance2 feat. Soy Sauce
22. Ika Summer
23. Ikenai Taiyo
24. Kimi Station
25. O2
26. Shiawase Neiro
27. Oshare Bancho feat. Soy Sauce (version restaurant chinois)

- 2009 : World World WorldDate de sortie : 5 août 2009

CD
1. The map
2. Factory
3. Kimagure23
4. Oshare Banchou feat. Soy Sauce
5. White Blood Ball Red Blood Ball ~Dub Mix~
6. Son of the Sun
7. Japoneze
8. Space Girl feat. Petunia Rocks
9. Hitomi no Saki ni
10. Hibiscus
11. Oni Goroshi (utilisé pour la version japonaise du film coréen Le Bon, la Brute et le Cinglé)
12. Ikaros
13. Fin

DVD (dans l'édition limitée)
- Oshare Bancho feat. Soy Sauce ～Version Membre～
- Oni Goroshi -Live Ver.-
- Hitomi no Saki ni
- Hitomi no Saki ni (Making of)

- 2010 : All the Singles (gr8! records)Date de sortie : 14 juillet 2010

CD 1
1. Kirikirimai
2. Shanghai Honey
3. Viva-Rock
4. Rakuyo
5. Michishirube ~a road home~
6. Locolotion
7. Chest
8. Hana
9. *~Asterisk~
10. Love Parade

CD 2
1. Onegai Senorita!
2. Kizuna
3. Champione
4. Un Rock Star
5. Sayonara
6. Ika Summer
7. Ikenai Taiyo
8. Kimi station
9. O2
10. Oshare Banchou feat. Soy Sauce
11. Hitomi no Saki ni

DVD (dans l'édition limitée)
1. Kirikirimai
2. Shanghai Honey
3. Viva-Rock
4. Rakuyou
5. Michishirube ~a road home~
6. Zung Zung Funky Music
7. Locolotion
8. Chest
9. Hana
10. *~Asterisk~
11. Love Parade
12. Onegai Senorita (Version Box)
13. Onegai Senorita (Version Densha Otoko)
14. Onegai Senorita (Version Monochrome Range)
15. Kizuna
16. Ishin Denshin (Takkyu Ishino Remix)
17. Champione
18. Walk on
19. Un Rock Star
20. Sayonara
21. Dance2 feat. Soy Sauce
22. Ika Summer
23. Ikenai Taiyo
24. Kimi Station
25. O2
26. Shiawase Niero
27. Oshare Banchou feat. Soy Sauce (Version Membres)
28. Oshare Banchou feat. Soy Sauce (Version Restaurant Chinois)
29. Hitomi no Saki ni
30. Oni Goroshi (Version Live)

- 2010 : OrcdDate de sortie : 20 octobre 2010

CD
1. Ya Ya Ya
2. giga palooza
3. Uturusanu
4. Gekkaraifu
5. Konya wa tonight
6. Imasugu My way
7. Kaze Tomorasu
8. Koi no Merry-go-round ~Sekai Metsubou ver.~
9. 2 Gestu bori no Holiday
10. Sakura
11. Insane
12. Five Mic

DVD (dans l'édition limitée)
1. Uturusanu
2. Ya Ya Ya
3. Insane

- 2012 : Neo Pop StandardDate de sortie : 18 avril 2012

CD
1. Restart
2. Subway
3. Soul to Soul
4. Hello Sunshine Hello Future
5. Warning !!
6. Lion
7. Dry Hard
8. Morning View
9. Deep Blue Sea Flower
10. Baby Baby
11. Backpack
12. Magical Mystery Hunter
13. Anniversary Song ~10th~

DVD (dans l'édition limitée)
- Hello Sunshine Hello Future (vidéoclip)
- Anniversary Song ~10th~ (vidéoclip)
- Conférence de presse
- How to dance Anniversary Song ~10th~
- Anniversary Song ~10th~ (Making Of)

- 2013 : Spark (Speedstar Records)Date de sortie : 24 juillet 2013

CD
1. Show Time
2. My Pace
3. Sadistic Summer (Spark mix)
4. Special Summer Sale
5. Rif Raf
6. Tokyo Girls Connection
7. Suck it!
8. Fucking Love Song
9. Moshimo
10. Soft Tennis
11. Oboro na Ageha
12. Soba ni itsu demo

DVD (dans l'édition limitée)
1. Oboro na Ageha (videoclip)
2. Moshimo (videoclip)

Orange Range Live Tour 012 Neo Pop Standard
1. Restert
2. Subway
3. Hello Sunshine Hello Future
4. Deep Blue Sea Flower
5. Lion
6. Baby Baby
7. Warning
8. Dry Hard
9. Backpack
10. Soul to Soul
11. Magical Mystery Hunter
12. Sadistic Summer (utilisée pour le thème d'une émission au Japon) [Laquelle ?]

Orange Range RWD-Scream 013
1. Oboro na Ageha

- 2013 : Live Tour 012 ~Neo Pop Standard~Date de sortie : 24 juillet 2013

1. Restart
2. Subway
3. Hello Sunshine Hello Future
4. Deep Blue Sea Flower
5. Lion
6. Baby Baby
7. Warning!!
8. Dry Hard
9. Backpack
10. Soul to Soul
11. Magical Mystery Hunter
12. Sadistic Summer

Piste Boni. Track Note voice from Orange Range
- 2015 : TenDate de sortie : 26 août 2015

CD
1. Real Virtual konton
2. We got the Power
3. Sushi Tabetai feat. Soy Sauce
4. Ramen Tabetai feat. Petunia Rocks
5. Theme of Rainbow
6. September
7. Dangan Boogie Woogie♂♀
8. Sky High
9. Hito shizuku
10. Anzen na Kurayami

DVD (dans l'édition limitée)
Live du spectacle RWD-Scream 015
1. yumekaze
2. Between
3. Hysteric Taxi
4. Winter Winner
5. Crazy Band
6. Sunrise
7. Ame
8. *~Asterisk~
9. Love Parade
10. Yumejin
11. re-cycle
12. Kizuna
13. Onegai Seniorita
14. U topia
15. God69
16. Natural Pop

Tebura de Gomen Tour 014
1. Ma Girete
2. Jin Jin

- 2016 : Enban Best-of CollaborativeDate de sortie : 20 juillet 2016

CD
1. Kirikirimai (seulement Orange Range)
2. Ishin Denshin (avec Mongol800)
3. Kizuna (avec Takao Kisugi)
4. Walk on (avec Tôru Yonaha et Ryugu no tsukai)
5. God69 (avec Okamine Kohshu de The Back Horn, Masuo Arimatsu de Back Drop Bomb et la troupe Oga Namahage Taiko)
6. Uturusanu (avec Yukihiro Takahashi et Ryugu no tsukai)
7. Sushi Tabetai feat. Soy Sauce (avec Sugar's Campaign)
8. Oni Goroshi (avec Sassy de INKT)
9. Champione (avec les musiciens de l'école secondaire Yamauchi)
10. Natural Pop (avec Kuboty de Totalfat et Ryugu no tsukai)
11. Hana (avec K)
12. One (avec Love for Nippon)
13. SP Thanx (avec le public et Kiwako Ashimine)
14. Silent Night (avec la troupe Ryukyu koku matsuri daiko, Aria et Kiwako Ashimine)
15. Koko ni Iru yo (avec Satori Shiraishi)

DVD (dans l'édition limitée accompagnée d'un livre biographique)
1. Ikenai Taiyô (Live Tour 010-011 ~orcd~)
2. Kimi Station (Live Tour 012 ~Neo Pop Standard~)
3. Onegai, Seniôrita! (Live Tour 012 ~Neo Pop Standard~)
4. Locolotion (RWD-Scream 013)
5. Matsuri Danshaku (RWD-Scream 013)
6. Michishirube ~A road home~ (RWD-Scream 013)
7. Viva-Rock (Live Tour 013 ~Spark~)
8. Sayonara (Tebura de Gomen tour 014)
9. ~Asterisk~ (Tebura de Gomen tour 014)
10. Love Parade (RWD-Scream 015)
11. Hitomi no Saki ni (Live Tour 015 ~Ten~)
12. Shanghai Honey (Live Tour 015 ~Ten~)

- 2018 : Eleven PieceDate de sortie : 23 août 2018

CD
1. Ryukyu Wind -Eleven Piece Ver.-
2. Sentimental
3. Destroy Rock and Roll
4. Hopping
5. Rakuen Paradise
6. Happy Life
7. Okina Yume no Ki
8. Waji Waji feat. Petunia Rocks
9. Theme of KOZA
10. Konnichiwa Tokyo
11. Girl/Boy Song feat. Soy Sauce

DVD (dans l'édition limitée, live tourné au Victor Rock Festival 2018)
1. Chira Chira Rhythm
2. Shanghai Honey
3. Sushi Tabetai feat. Soy Sauce
4. ~Asterisk~
5. Aoi Tori
6. Ikenai Taiyou
7. Kirikirimai

### Mini-Albums
- 2002 : Orange Ball (album indépendant) (Spice Music)Date sortie : 22 février 2002

1. Soujuuko
2. Gadget Groove
3. Kirikirimai
4. Flower Garden
5. Chyudoku
6. Velocity
7. Funk Tune
8. Soujuuko -RKDRMX-

- 2010 : ordl (Super Echo Label)Date sortie : 22 septembre 2010

1. Konya wa tonight
2. Imasugu My way
3. Ya Ya Ya
4. Kaze Tomorasu
5. Koi no Merry-go-round
6. Giga palooza
7. Uturusanu -Sonpub remix-

- 2015 : Sushi Tabetai EPDate sortie : 18 juillet 2015

1. Sushi Tabetai feat. Soy Sauce
2. Ma Girete
3. Jin Jin
4. Sushi Tabetai - Lichard Remix-
5. Hello Sunshine Hello Future (Tebura de Gomen 014)
6. Oboro na Ageha (Tebura de Gomen 014)

- 2017 : UnityDate sortie : 1er novembre 2017

1. Aoi Tori
2. Chira Chira Rhythm -Unity Ver.-
3. 'Nounai Pop-Corn
4. Second Hand
5. Carnation

### Singles
- Michishirube ( août 2002) (single indépendant)
- Kirikirimai (juin 2003)
- Shanghai Honey (juillet 2003)
- Viva★Rock (octobre 2003)
- Rakuyou (novembre 2003)
- Michishirube ~a road home~ (février 2004)
- Locolotion (juin 2004)
- Chest (août 2004)
- Hana (novembre 2004)
- Asterisk (février 2005)
- Love Parade (mai 2005)
- Onegai! Señorita (juin 2005)
- Kizuna (août 2005)
- Champione (mai 2006)
- Un Rock Star (août 2006)
- Sayonara (octobre 2006)
- Ika Summer (avril 2007)
- Ikenai Taiyo (juillet 2007)
- Kimi Station (mars 2008)
- O2 (mai 2008)
- Shiawase Niero (juin 2008)
- Oshare Banchou feat. Soy Sauce (12 novembre 2008)
- Hitomi no Saki ni (8 juillet 2009)
- Uturusanu (28 juillet 2010)
- Ya Ya Ya (22 septembre 2010)
- one (26 mars 2011) (version CD sorti en avril 2011)
- Satistic Summer (25 juillet 2012)
- Oboro na Ageha/Moshimo (17 avril 2013)
- Kirikirimai (4 juin 2016)
- Ishin Denshin-Orange Range X Mongol800 (29 juin 2016)
- Chira Chira Rhythm (13 juin 2017)
- Hopping (11 avril 2018)
- Ryukyu wind (9 mai 2018)

## Jeux vidéo
L'avant-dernière chanson du jeu musical de Nintendo DS, Osu! Tatakae! Ouendan est Shangaï Honey. On retrouve aussi dans la suite de ce jeu Moero! Nekketsu Rhythm Damashii Osu! Tatakae! Ōendan 2 le thème de Monkey Magic qui est déblocable.

### Crédits
- Cet article est partiellement ou en totalité issu de l'article intitulé « ordl »  (voir la liste des auteurs sur la page de discussion de l'article).

- Cet article est partiellement ou en totalité issu de l'article intitulé « Orange Ball »  (voir la liste des auteurs sur la page de discussion de l'article).

- Cet article est partiellement ou en totalité issu de l'article intitulé « 1st Contact » (voir la liste des auteurs).

- Cet article est partiellement ou en totalité issu de l'article intitulé « Eleven Piece » (voir la liste des auteurs).

- Cet article est partiellement ou en totalité issu de l'article intitulé « Enban » (voir la liste des auteurs).

- Cet article est partiellement ou en totalité issu de l'article intitulé « Panic Fancy » (voir la liste des auteurs).

- Cet article est partiellement ou en totalité issu de l'article intitulé « Orcd » (voir la liste des auteurs).